# Огарёв, Иван Фомич
Иван Фомич Огарёв — русский стольник и воевода 1610—1640-х годов.

## Биография
Сын Фомы Васильевича Огарёва.
Упоминается с 1609 года, когда находился в войске Михаила Скопина-Шуйского и был послан от него с донесением в Москву к царю Василию. В 1612 году вместе с отцом был в войске Дмитрия Пожарского и подписался под одной из увещательных грамот, посланных Пожарским из Ярославля.
В 1616—1618 годах был воеводой в Кокшайске. В 1625 году был приставом у персидского посла. В 1626 году Огарёв был вторым судьёй в Холопьем приказе и пробыл в этой должности до 1629 года. В 1630 году он был приставом у турецкого посла.
В 1632 году ему было поручено заготовить хлебные запасы для наёмных немецких отрядов, собранных в то время в Москве для войны с Речью Посполитой; когда же она началась, Огарёв вместе с Барятинским[уточнить] был назначен заведовать провиантской частью при армии у Смоленска. В 1633 году, когда ожидалось нападение крымцев, Огарёв был назначен воеводой в Москве у Яузских ворот.
В 1636, 1637, и 1638 годах он был вторым судьёй в Кормовом приказе, заведовавшем снабжением провиантом наёмных немецких отрядов. Последнее упоминание об Огарёве относится к 1640 году, когда он был приставом у польских послов.